# Trabia
Trabia (sicilià Trabbìa) és un municipi italià, dins de la ciutat metropolitana de Palerm. L'any 2007 tenia 9.176 habitants. Limita amb els municipis d'Altavilla Milicia, Caccamo, Casteldaccia i Termini Imerese.

## Administració
| Període | Identitat        | Partit        |
| ------- | ---------------- | ------------- |
| 2007-   | Salvatore Piazza | Llista cívica |